# Scoterpes ventus
Scoterpes ventus är en mångfotingart som beskrevs av Shear 1972. Scoterpes ventus ingår i släktet Scoterpes och familjen Trichopetalidae. Inga underarter finns listade i Catalogue of Life.